# دوري الدرجة الأولى الروماني 1915–16
دوري الدرجة الأولى الروماني 1915–16 (بالرومانية: Cupa Jean Luca P. Niculescu 1915-1916)‏ هو الموسم 7 من  دوري الدرجة الأولى الروماني. أقيم بتاريخ 6 مارس 1916، وأشرف على تنظيمه اتحاد رومانيا لكرة القدم، وكان عدد الأندية المشاركة فيه  4.